# Rue de la Clôture
La rue de la Clôture est une voie du 19e arrondissement de Paris, en France.

## Situation et accès
La rue de la Clôture est une voie située dans le 19e arrondissement de Paris. Elle débute rue du Débarcadère, à Pantin, et rue Ella-Fitzgerald, à Paris, et se termine au 24, boulevard Macdonald.

## Origine du nom
Elle porte le nom d'un lieu-dit, la « clôture de Rouvray ».  

## Historique

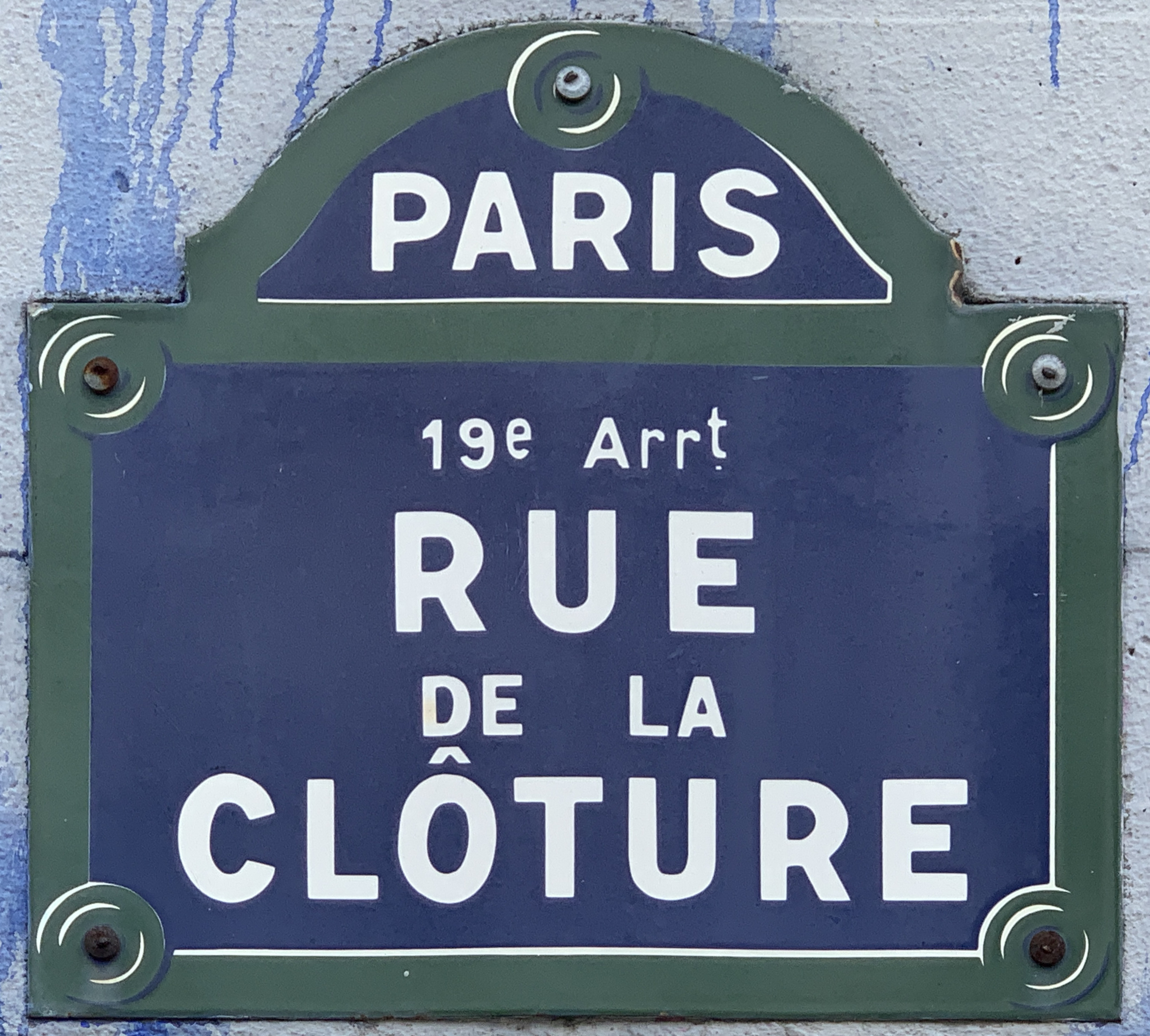
Plaque de la rue.

Cette voie est une partie de la rue du Débarcadère, située autrefois sur le territoire de Pantin, qui fut annexée à Paris par décret du 27 juillet 1930.   
Elle porte sa dénomination actuelle par un arrêté du 3 juin 1932.